# نقل تونس
نقل تونس هي الشركة الحكومية المكلفة بالنقل العمومي في تونس الكبرى. تأسست الشركة بشكلها الحالي سنة 2003 بعد اندماج الشركة الوطنية للنقل وشركة المترو الخفيف لمدينة تونس
تنقل الشركة ما يقارب 460 مليون شخص سنوياً.[بحاجة لمصدر]
تقرر يوم 2 جوان 2019 إعادة تفعيل 10 خطوط (5 ت، 15، 15 أ، 15 ب، 27ت، 48 أ، 52 ب، 57 أ، 87، 88)/ وقد سبق أن تم إلغاؤها قبل سنوات لنقص في أسطول الحافلات بهدف تخفيض الاكتظاظ.

## تاريخ
تعود جذور الشركة إلى إنشاء خط تونس - حلق الوادي سنة 1872 وإلى الشركة الخفية الاسم للترامواي تونس التي تأسست سنة 1885 إضافة إلى خطوط السكك الحديدية والحافلات التي كانت تعمل زمن الحماية الفرنسية.
وقع تأميم كل القطاع سنة 1958. سنة 1963 أنشئت الشركة القومية للنقل وتخصصت منذ العام التالي في النقل الحضري في مدينة تونس وضواحيها والنقل بين المدن.

## شبكات الشركة
تستغل الشركة:

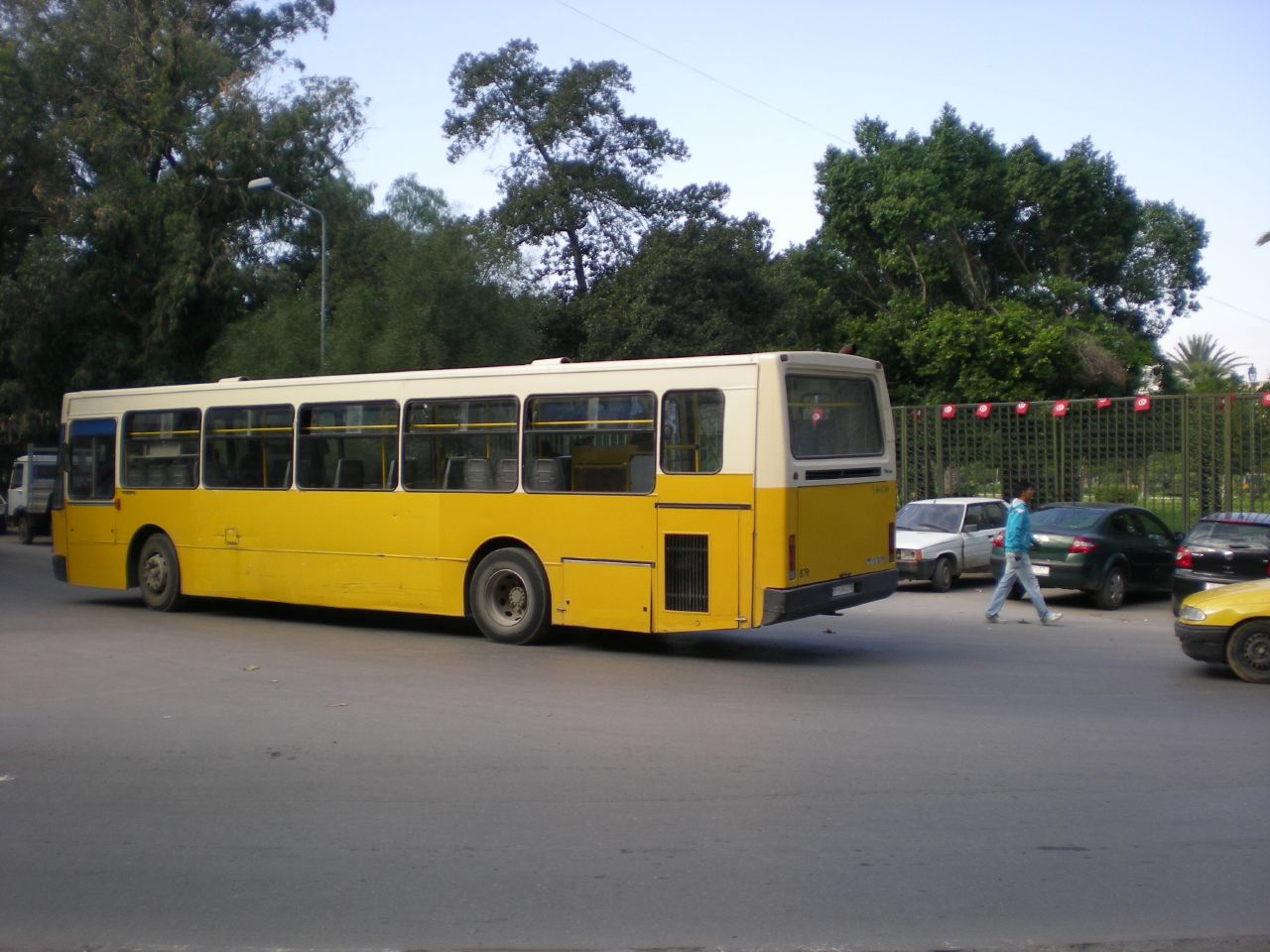
حافلة النقل العمومي (نقل تونس)

- شبكة للحافلات طولها 5836 كلم عبر 206 خط و1500 حافلة.
- شبكة للمترو الخفيف طولها 82 كلم عبر 136 عربة و6 خطوط
- خط قطار تونس حلق الوادي المرسى الذي يبلغ طوله 19 كلم، وتشغّل فيه 18 عربة.

## المحطات الرئيسية والثانوية للحافلات

### محطة حديقة ثامر[6][7][8][9]
| الخط     | الوجهة النهائية (نهاية الخط)  | المرور بـ                                            | دخول وخروج (في الذهاب والإياب)   | ملاحظات |
| -------- | ----------------------------- | ---------------------------------------------------- | -------------------------------- | --- |
| 4        | منوبة                         | باردو، الدندان                                       |                                  | تم دمج الخط مع الحافلة 48 لم يعد الخط في الخدمة |
| 4 أ      | حي سبرولس                     | طريق ماطر                                            |                                  | |
| 4 ب      | حي الإذاعة                    | باردو، الدندان                                       |                                  | لم يعد الخط في الخدمة تم تعويضه بالخط 90 من محطة سليمان كاهية |
| 4 ت      | المركب الجامعي بمنوبة         | باردو، الدندان                                       |                                  | لم يعد الخط في الخدمة تم تعويضه بالمترو رقم 4 |
| 4 ث      | حي البرتقال                   | باردو، الدندان                                       |                                  | لم يعد الخط في الخدمة تم تعويضه بالخط 92 من محطة سليمان كاهية |
| 6 ص      | مستشفى الأمراض الصدرية أريانة | أريانة الجديدة                                       | -                                | |
| 12       | جبل الأحمر                    | مصحة العمران                                         | حي الزياتين (دخول في الإياب فقط) | |
| 15       | حي الزهور                     | الملاسين                                             |                                  | تم إلغاء الخط. تمت إعادة تفعيل الخط يوم 2 جوان 2019، إثر اقتناء حافلات جديدة |
| 15 أ     | الحرايرية                     | الملاسين                                             |                                  | تم إلغاء الخط. تمت إعادة تفعيل الخط يوم 2 جوان 2019، إثر اقتناء حافلات جديدة |
| 15 ب     | حي الزهور 4                   | الملاسين                                             |                                  | تم إلغاء الخط. تمت إعادة تفعيل الخط يوم 2 جوان 2019، إثر اقتناء حافلات جديدة |
| 20       | حي الرياض - بوسلسلة المرسى    | العوينة                                              |                                  | |
| 20 /     | العوينة                       |                                                      |                                  | |
| 20 أ     | البحر الأزرق                  | العوينة                                              | المستشفى الجامعي المنجي سليم     | |
| 20 ب     | قمرت                          | العوينة                                              |                                  | |
| 20 ت     | قرطاج حنّبعل                   | سيدي داود 2                                          |                                  | |
| 20 ث     | جبل الخاوي                    | العوينة                                              |                                  | |
| 20 ج     | سيدي عبد العزيز               | العوينة، المرسى                                      |                                  | |
| 23 أ     | سيدي مدين                     | باردو، الدندان، العقبة، برج العامري                  | برج النور القريعات               | هو الخط الوحيد الباقي من خطوط 23 التي تنطلق من حديقة ثامر فيه رحلة واحدة تنطلق العاشرة والنصف مساءً طول الخط 52.5 كلم |
| 32       | الزهروني                      | حي الزهور، الملاسين                                  |                                  | |
| 32 ب     | بئر الجزار                    | حي الزهور، الملاسين                                  | برج شكير                         | |
| 32 ت     | مستودع الزهروني               | باردو، الدندان                                       |                                  | الخط متوقف حالياً |
| 32 ث     | سيدي حسين                     |                                                      |                                  | |
| 33       | المغيرة                       | سيدي حسين، فوشانة                                    |                                  | |
| 33 أ     | بوحامد بيرين                  | سيدي حسين                                            |                                  | |
| 33 أ /   | حي الطيب المهيري              | سيدي حسين                                            |                                  | نهاية الخطّ مشتركة مع الخطّ 24خ |
| 33 ب     | حي 20 مارس 1956               | سيدي حسين                                            |                                  | |
| 33 ت     | حي 25 جويلية 1956             | سيدي حسين                                            |                                  | |
| 34       | ضيعة بوعزيز المناقع           | سيدي حسين، عين عسكر، الغضاونية                       |                                  | طول الخط 48 كلم. |
| 34 إضافي | الغضاونية                     | سيدي حسين                                            |                                  | |
| 34 أ     | السجن المدني بالمرناقية       | سيدي حسين، العطار، المرناقية                         |                                  | |
| 63       | برج الوزير المنصورة           | أريانة                                               |                                  | |
| 76       | حي حسان بلخوجة                | باردو، الدندان                                       |                                  | لم يعد الخط في الخدمة تم تعويضه بالخط 91 من محطة سليمان كاهية |
| 80       | حي البكري                     | أريانة، مستشفى محمود الماطري، المركب التجاري بالنحلي |                                  | |
| 87       | مدينة عمر المختار             | باردو، الدندان، الزهروني، سيدي حسين                  |                                  | نفس مسلك الخط 32 ت إلى غاية مفترق بن دحة تمت إعادة تفعيل الخط يوم 2 جوان 2019، إثر اقتناء حافلات جديدة بعد سنوات من تعطله *بتاريخ 19 سبتمبر 2023، عدّلَ مسار الخطّ على النّحو الآتي، محطّة الانطلاق سليمان كاهية، الزهروني، معهد الزهروني، بن دحّة، سيدي حسين، حي 25 جويلية، عمر المختار، فوشانة، حي الهضاب، المغيرة نهاية الخطّ والإياب من نفس المسلك في الاتّجاه المعاكس |
| 88       | معهد الحرايرية 2              | باردو، الدندان، العقبة                               |                                  | المحطة النهائية للخط داخل إقامة الواحة بديار بن محمود تمت إعادة تفعيل الخط يوم 2 جوان 2019، إثر اقتناء حافلات جديدة |
| 88 أ     | مفترق طريق مجاز الباب         | باردو، الدندان، العقبة، حي الجبري                    |                                  | نفس مسلك الخط 88 إلى غاية مفترق إقامة الواحة بالعقبة العليا |
| 89       | معهد الامتياز                 | حي مراد، حي محمد علي، الجيارة 1                      |                                  | نهاية الخط الحالية هي آخر حي محمد علي |

### محطة علي البلهوان[13]
| الخط   | الوجهة النهائية (نهاية الخط) | المرور بـ     | المرور بـ                  | دخول وخروج (ذهاب وإياب) | ملاحظات |
| ------ | ---------------------------- | ------------- | -------------------------- | ----------------------- | --- |
| 3 أ    | قصر سعيد 2                   |               |                            |                         | |
| 3 ث    | حي التضامن، المعهد           |               |                            | محطة الترابط الانطلاقة  | |
| 14 أ   | العمران الأعلى               |               |                            |                         | |
| 14 ت   | حي البساتين                  | حي الانطلاقة  | حي الانطلاقة               | محطة الترابط الانطلاقة  | |
| 16     | الحبيبة 2>>1                 | وادي الليل    |                            | السعيدة (داخل الحي)     | |
| 16 أ   | صنهاجة                       | وادي الليل    |                            |                         | ما عاد الخط تابعاً للمحطة، بات ينطلق من م. ص. بمنوبة |
| 16 أ / | حي النسيم                    | وادي الليل    | السعيدة (داخل الحي)        |                         | |
| 16 ب   | طبربة                        | وادي الليل    |                            | الجديدة الحديثة         | لم يعد الخط حالياً ضمن خطوك المحطة لانتقاله إلى محطة خير الدين |
| 16 ت   | حي الورد 2                   | وادي الليل    | شباو                       |                         | |
| 16 ث   | سيدي عثمان/ جلو              | وادي الليل    | الجديدة الحديثة، شواط      |                         | نهاية الخطّ: جلّو، سفرة صباحيّة وحيدة من سيدي عثمان |
| 30     | حي التحرير                   | باردو         |                            |                         | |
| 31     | قنطرة بنزرت                  | وادي الليل    | سيدي ثابت، بجاوة 1 و2      |                         | طول الخط 36.6 كلم. |
| 31 ب   | قلعة الأندلس                 | وادي الليل    | سيدي ثابت، بجاوة 1 و2      | قنطرة بنزرت             | طول الخط 47.2 كلم. |
| 31 أ   | باش حانبه                    | وادي الليل    | سيدي ثابت، بجاوة 1 و2      |                         | طول الخط 48 كلم. |
| 31 ت   | شرفش 24                      | وادي الليل    | سيدي ثابت، بجاوة 1 و2      |                         | |
| 42     | طبربة                        | وادي الليل    | البطان، الجديدة القديمة    |                         | طول الخط 34.3 كلم. |
| 42 أ   | طبربة                        | وادي الليل    | البطان، المنصورة، الحثرمين |                         | الخط غير ثابت، رحلة مرور عبر المنصورة وفي أوقات أخرى رحلة مرور عبر المنصورة والحثرمين طول الخط "طبربة عن المنصورة" 36.3 كلم. طول الخط "طبربة عن المنصورة والحثرمين" 37.7 كلم. طول الخط "طبربة عن الحثرمين" 38.3 كلم.                         |
| 42 ب   | الزويتينة                    | وادي الليل    | البطان                     | طبربة                   | الدخول إلى طبربة إلا في حالة التزود بالوقود لم يعد الخط حالياً ضمن خطوك المحطة لانتقاله إلى محطة خير الدين |
| 55     | حي الشباب، دوار هيشر         |               |                            |                         | نفس المسلك باستثناء المحطة الأخيرة |
| 56     | حي خالد بن الوليد            |               |                            |                         | |
| 57     | حي البكري                    |               |                            | محطّة الترابط الإنطلاقة  | |
| 58     | حي الورد 2                   | وادي الليل    | حي الورد 1                 |                         | الخط لم يعد من خطوط المحطة، ينطلق من نهاية الخط 16 ت بحي الورد 2 فالمسلك العادي لهذا الخط مروراً بحي الورد 1 إلى صيدلية (كمال الدين) فالمسلك الحالي للخط 16 ت فجامع وادي الليل ثم مفترق صنهاجة عبر الحنايا فمحطة الترابط حافلة/مترو خير الدين |
| 64     | حي التحرير                   | طريق 14 جانفي | طريق 14 جانفي              |                         | |
| 68     | حي 18 جانفي                  |               |                            |                         | |

### محطة برشلونة[25]
| الخط   | الوجهة النهائية          | المرور بـ                           | المرور بـ                         | دخول وخروج (ذهاب وإياب) | ملاحظات |
| ------ | ------------------------ | ----------------------------------- | --------------------------------- | ----------------------- | --- |
| 9 ب    | حي ثامر                  |                                     |                                   |                         | |
| 10 ب   | المدينة الجديدة 2        | بن عروس                             |                                   |                         | |
| 10 ت   | شالة                     | بن عروس                             | اليسمينات، بوجردقة بومهل البساتين |                         | |
| 17     | حلق الوادي               | رادس                                | رادس                              |                         | |
| 17 ب   | ميناء رادس               | رادس                                | رادس                              |                         | |
| 19     | مقرين كوتو               |                                     |                                   |                         | |
| 19 أ   | حي شاكر                  |                                     |                                   |                         | |
| 19 ت   | المدينة الجديدة 2        |                                     |                                   |                         | |
| 19 ت / | المدينة الجديدة 3        |                                     |                                   |                         | |
| 19 ث   | رادس الغابة              |                                     |                                   |                         | |
| 19 ج   | حي شاكر                  | سانت غوبان                          |                                   |                         | |
| 22ب    | مستشفى الحروق            |                                     |                                   |                         | تمّ إحداث هذا الخطّ بتاريخ 9 مارس على النحو التّالي: محطة "فرحات حشاد" بساحة برشلونة - شارع قرطاج - ديبوزفيل- جبل الجلود- سيدي فتح الله- حي ثامر- شارع الحبيب بورقيبة ببن عروس- معهد النور- مستشفى الحروق البليغة ببن عروس                                                                   |
| 22     | مستشفى الحروق *بن عروس   | بن عروس                             | بن عروس                           |                         | بتاريخ 9 مارس، تمّ تمديد الخطّ على النحو التالي: ذهابا: ساحة برشلونة - شارع قرطاج - ديبوزفيل- جبل الجلود- سيدي فتح الله- حي ثامر- شارع الحبيب بورقيبة بن عروس- بلدية بن عروس- شارع فرحات حشاد- نهج حفّوز- نهج الناصر باي- شارع الحبيب بورقيبة بن عروس عوضا عن مستشفى الحروق البليغة ببن عروس |
| 22 أ   | اليسمينات                | بن عروس                             | بن عروس                           |                         | نفس مسلك 26 و75 و10 ت إلى غاية حي اليسمينات |
| 29     | بلفو لاكانيا             |                                     |                                   |                         | |
| 26     | مرناق                    | اليسمينات                           |                                   |                         | المسافة 16.8 كلم عبر بن عروس |
| 26 أ   | مرناق                    | الزهراء، حمام الأنف، بومهل البساتين | بوجردقة                           |                         | نفس المسلك إلى غاية مفترق شالة - بومهل طول الخط 26 ب 23.4 كلم طول الخط 26 أ 25.2 كلم |
| 26 ب   | مرناق                    | الزهراء، حمام الأنف، بومهل البساتين | شالة                              |                         | نفس المسلك إلى غاية مفترق شالة - بومهل طول الخط 26 ب 23.4 كلم طول الخط 26 أ 25.2 كلم |
| 59 أ   | المروج 1                 | بن عروس                             |                                   |                         | |
| 59 أ / | المروج 3                 |                                     |                                   |                         | خط لم يعد في الخدمة |
| 59 ب   | المروج 2                 |                                     |                                   |                         | خط لم يعد في الخدمة |
| 60     | حي بن سينا               |                                     |                                   |                         | |
| 74 أ   | المروج 4-5               |                                     |                                   |                         | |
| 75     | بومهل البساتين           | اليسمينات، بوجردقة                  |                                   |                         | طول الخط 16 كلم. |
| 82     | بومهل الخليج عن البساتين | البساتين، حدود بومهل البساتين       |                                   |                         | طول الخط 17.1 كلم. |
| 714    | المدينة الرياضية برادس   |                                     |                                   |                         | |

### محطة تونس البحرية[28]
| الخط  | الوجهة النهائية                    | مرور بـ | دخول وخروج  | ملاحظات |
| ----- | ---------------------------------- | --- | ----------- | --- |
| 5     | مستودع الشرقية 2                   | الحي الأولمبي |             | |
| 5 ت   | المنزه 6                           | محطة 10 ديسمبر 1948، المنزه 5 |             | بعد أن بقي الخط ملغاً لسنوات بسبب ضعف أسطول الحافلات تمت إعادة تفعيل الخط يوم 2 جوان 2019، إثر اقتناء حافلات جديدة |
| 5 ث / | حي النصر 2                         | المنزه 6، شارع معاوية بن أبي سفيان |             | |
| 11    | جبل الأحمر                         | | حي الزياتين | |
| 28 ج  | معرض الكرم                         | |             | بتاريخ 9 مارس 2024 تمّ إحداث هذا الخطّ: يربط هذا الخط بين محطة "تونس البحرية" وقصر المعارض بالكرم مرورا بدرّة البحيرة و البحيرة 1 و البحيرة 2                                                                                       |
| 35    | مطار تونس قرطاج الدولي             | |             | |
| 35 ب  | محطة 10 ديسمبر 1948                | الشرقية 2 |             | كان الخط يؤمّن سفرات إلى المنصورة 2 عبر حيّ النّزهة وحيّ الصحّة تم تقسيم الخط إلى خطين سنة 2016 النصف الأول ينتهي في محطّة 10 ديسمبر 1948 ثم النصف الثاني "35 ت" من 10 ديسمبر إلى حي نور جعفر بدلاً عن المنصورة 2                       |
| 38 ب  | العمران الأعلى                     | كلية العلوم والفيزياء والطبيعيات المنار |             | |
| 38 ت  | حدائق المنزه 1 و2                  | |             | |
| 50 أ  | محطّة التّرابط الإنطلاقة             | |             | خطّ لم يعد في الخدمة |
| 51    | المنزه 9 ب                         | |             | خطّ لم يعد في الخدمة |
| 51 أ  | حي النصر 2                         | حي النصر 1، المنزه 9 ب |             | |
| 74    | المروج 4-5                         | |             | |
| 77    | قلعة الأندلس                       | الشرقية، أريانة، المركب التجاري بالنحلي قنطرة بنزرت |             | من الخطوط الطويلة في الشبكة مدة الرحلة 70 دقيقة |
| 104   | المركب الجامعي بمنوبة              | |             | |
| 527 ب | قرية نور جعفر                      | |             | بتاريخ 9 مارس 2024 تمّ إحداث هذا الخطّ على النّحو التّالي: يربط هذا الخط بين محطة تونس البحرية و قرية نور جعفر (نهاية الخط 527 أ) مرورا بالشرقية عبر شارع المغرب العربي الكبير (Z4) و محوّل مطار تونس قرطاج الدولي و سكرة وسيدي صالح. |
| 347   | معهد غوستاف فلوبير - المرسى الشّاطئ | مسلك الخطّ: الطريق السريعة تونس حلق الوادي (الجهوية رقم 22) ثم شارع 1 جوان 1955 بحلق الوادي مرورًا أمام المعلم الأثري الكرّاكة بشارع فرحات حشاد ثم شارع الحبيب بورقيبة مرورًا بخير الدين و الكرم ثم صلامبو ثم قرطاج بيرصا مرورًا بمحكمة الناحية بقرطاج ثم نهج ديدون (rue Didon) أمام المسرح الأثري بقرطاج ثم شارع البيئة، جامع مالك بن أنس ثم نهج المغرب إلى غاية سيدي بوسعيد لتسلك شارع 14 جانفي مرورًا بالمدرسة الوطنية للهندسة المعمارية ثم شارع الجمهورية بالمرسى ثم نهج عبد الرحمان مامي إلى غاية نهاية الخط أمام معهد غوستاف فلوبار بالمرسى |             | تدعيمًا للخط الحديدي تونس حلق الوادي المرسى، أحدث هذا الخطّ يوم الاثنين 18 سبتمبر 2023 بمعدل سفرة كل 20 دقيقة |
| 574   | المروج 4-5                         | |             | ينطلق الخطّ من محطّة مستودع الشّرقيّة في اتّجاه المروج 4-5 مع الدّخول إلى محطّة تونس البحريّة في الاتّجاهين (ذهابًا وإياباً) |
| 635   | ساحة سلا أريانة                    | مطار تونس قرطاج الدولي |             | |
| 635 أ | الشرقية                            | عبر شارع محمد الخامس |             | |

### محطة سليمان كاهية[31]
| الخط     | الوجهة النهائية (نهاية الخط) | المرور بـ                                            | دخول وخروج (ذهاب وإياب)            | ملاحظات |
| -------- | ---------------------------- | ---------------------------------------------------- | ---------------------------------- | --- |
| 23       | برج العامري                  | العقبة، الطريق السريعة                               | حي الحفصية                         | |
| 23 أ     | سيدي مدين                    | العقبة، المرناقية، برج العامري المساعدين             | برج النور القريعات                 | بعد مشكلة تسبب فيها سائقو الخط سنة 2012 تم تقسيمه إلى 3 خطوط ولكن بقي مستعملو الخطوط الجديدة يعتمدون تسمية الخطوط بـ23 أ لأنها تشبهه إلى حد كبير. الحافلة المتوجهة إلى سيدي مدين تدخل إلى برج النور في الذهاب والإياب وكذلك إلى القريعات في الذهاب والإياب |
| 23 ب     | المرناقية                    | العقبة                                               |                                    | بعد انقطاع دام 8 سنوات، عاد الخطّ إلى الاستخدام يوم 10 جويلية 2023 من محطّة المدرسة الإعداديّة 20 مارس بالمرناقيّة. المسلك الجديد للخط: - ذهاباً: محطّة الترابط سليمان كاهية، محطّة نهاية الخطّ الزهروني (نهاية الخطوط 65+32+515أ)، جامع الزهروني (نهاية الخط 515ب سابقًا)، سيدي حمد الزّهروني، حي بوقطفة (محطّة القطار)، مستودع الزّهروني (نهاية الخطوط 515+71+32ت)، حي الواحة، الشّركة التونسيّة لتوزيع المياه بالعقبة، غدير القلّة، حي الجبري، تقاطع بن يدّر، بئر الدّروج، معصرة الوكيل، المدرسة الإعداديّة الشابّي، جامع المرناقيّة، محطّة المرناقيّة، 20 مارس، ساحة المدرسة الإعدادية 20 مارس المرناقيّة نهاية الخطّ. |
| 23 ت     | سيدي حميدة                   | العقبة، المرناقية، النفيض، الفجة                     | حميم، سجن الفجة                    | طول الخط 38 كلم. |
| 23 ت /   | المرقب                       | العقبة، المرناقية، حميم                              |                                    | نفس الخط 23 ت و23 ث و23 ت+ث إلى غاية حميم ومن هذه المنطقة يواصل إلى منطقة المرقب على بعد 5 كيلومتر |
| 23 ث     | الدريجات                     | العقبة، المرناقية، منزل حبيب                         | الفجة حميم                         | |
| 23 ت + ث | الدريجات                     | العقبة، المرناقية، الفجة النفيض                      | حميم (الذهاب والإياب) الفجة (إياب) | نفس خط 23 ت إلى غاية سيدي حميدة ثم يواصل الرحلة عبر طريق الجبل إلى مفترق "منزل حبيب الدريجات" فمنطقة الدريجات فنهاية الخط 23 ث وفي العودة، نفس المسلك العادي لـ23 ث إلى سليمان كاهية |
| 23 ط     | قصر حديد، طبلطش              | العقبة، المرناقية، بوحنش البساتين                    |                                    | |
| 23 ج     | برج النور                    | العقبة، المرناقية، برج العامري المساعدين             |                                    | |
| 23 ح     | القريعات                     | العقبة، المرناقية، برج العامري المساعدين             | برج النور                          | الحافلة المتوجهة إلى القريعات تدخل إلى برج النور في الذهاب والإياب طول الخط 38.7 كلم. |
| 23 خ     | سيدي مدين                    | العقبة، المرناقية، برج العامري المساعدين             | برج النور                          | الحافلة المتوجهة إلى سيدي مدين تدخل إلى برج النور في الذهاب والإياب طول الخط 43.6 كلم. |
| 32 ت /   | الجيارة 2                    | الزهروني، بن دحة مستودع الزهروني                     |                                    | نفس مسلك الخط 32 ت العادي من واد غريانة إلى مستودع الزهروني بالجيارة لم يقع منح الخط التسمية "32 ت" إلى الآن لافتة الحافلة مكتبوب عليها "الجيارة/ سيلمان كاهية" رحلة الخط تنتهي في محطة المستودع حالياً |
| 48       | حي البساتين                  | حي الانطلاقة                                         |                                    | |
| 61       | السجن المدني بالمرناقية      | العقبة، الطريق السريعة                               |                                    | |
| 87       | المغيرة عن فوشانة            |                                                      |                                    | بتاريخ 19 سبتمبر 2023، أصبح هذا الخطّ ينطلق من محطة سليمان كاهية نحو المغيرة عن فوشانة |
| 94       | طبربة                        | العقبة، الطريق السريعة، برج العامري، المهرين، البطان |                                    | طول الخط 35.9 كلم. |
| 95       | حي خالد بن الوليد            |                                                      |                                    | |
| 90       | حي الإذاعة                   |                                                      |                                    | |
| 91       | حي حسان بلخوجة               |                                                      |                                    | |
| 92       | حي البرتقال                  |                                                      |                                    | |
| 433      | حي الطيّب المهيري عن بيرين    |                                                      |                                    | بتاريخ 27 نوفمبر 2023، أحدِثَ هذا الخطّ في اتّجاه حي الطيّب المهيري على النّحو التّالي: الذّهاب: سليمان كاهية، حي العنتيت، نهاية الخطوط (65-32-515أ)، نهاية الخطّ (515ب)، معهد الزهروني، سونوبوا، محطة حي بوقطفة 1 (قطار بوقطفة)، محطّة الجيّارة 1، محطة مستودع الزهروني، طريق برج شاكير، محطة المنعطف، برج شاكير 1، برج شاكير 2، نهاية الخطّ (32ب-515)، نهاية الخطّ الصباحي (32ب) ببئر الجزّار، محطّة عطّار 1، المدرسة الابتدائية بالعطّار، مفترق الفجة عطّار، مفترق العطّار بيرين، بيرين، حي الطيّب المهيري نهاية الخطّ (24خ-33أ/-433) الإياب: نفس المسلك في الاتّجاه المعاكس                                          |

### محطة الترابط 10 ديسمبر 1948
| الخط | الوجهة (نهاية الخط) | مروراً بـ                                                                   | مروراً بـ                                          | دخول (ذهاب وإياب)   | ملاحظات |
| ---- | ------------------- | -------------------------------------------------------------------------- | ------------------------------------------------- | ------------------- | --- |
| 6    | سيدي سفيان          | محطة الترابط أريانة، برج الوزير                                            | محطة الترابط أريانة، برج الوزير                   |                     | |
| 6 ب  | حي الملاحة أريانة   |                                                                            |                                                   |                     | |
| 18 ت | قرطاج               | سكرة، مستشفى المنجي سليم، سيدي داود                                        | سكرة، مستشفى المنجي سليم، سيدي داود               | محطة الترابط أريانة | |
| 27   | رواد الشاطىء        | النخيلات، حي الغزالة                                                       | جعفر، سيدي عمر                                    |                     | |
| 27 أ | حي الصحافة الغزالة  | النخيلات، حي الغزالة                                                       |                                                   |                     | |
| 27 ت | حي البكري           | النخيلات، حي الغزالة                                                       | جعفر، سيدي عمر، برج الطويل الفضاء التجاري بالنحلي |                     | تمت إعادة تفعيل الخط يوم 2 جوان 2019، إثر اقتناء حافلات جديدة بعد سنوات من بقاء الخط غير مستعمل                                                                                       |
| 27 ج | البرارجة روّاد       | النخيلات، حي الغزالة                                                       | جعفر، سيدي عمر                                    |                     | سفرات هذا الخطّ صباحيّة، مع سفرة واحدة مساءً |
| 35 ت | نور جعفر            | محطة الترابط أريانة، برج الوزير، حي النزهة حي الصحة، المنصورة 2، سيدي صالح |                                                   |                     | |
| 44 ج | قلعة الأندلس        |                                                                            |                                                   |                     | يربط هذا الخط بين محطة الترابط حافلة- مترو "10 ديسمبر 1948" بأريانة و قلعة الأندلـس مرورا بوسط أريانة والنخيـلات وجعفر1 وجعفر2 وسيدي عمر والبرارجة 1 والبرارجة 2 وطريق الحسيان MC 533 |
| 47   | حلق الوادي          | أريانة، سكرة، عين زغوان، الكرم الغربي                                      |                                                   | محطة الترابط أريانة | |
| 62   | حي البكري           | مستشفى محمود الماطري، النحلي، الفضاء التجاري بالنحلي                       |                                                   |                     | |
| 62 أ | سيدي عمر            | مستشفى محمود الماطري، النحلي، الفضاء التجاري بالنحلي                       | برج الطويل                                        |                     | |

### محطة أريانة الترابط
| الخط   | الوجهة (نهاية الخط) | مروراً بـ | | دخول (ذهاب وإياب) | ملاحظات                          |
| ------ | ------------------- | --- | --- | ----------------- | -------------------------------- |
| 18     | مستشفى المنجي سليم  | سكرة | |                   |                                  |
| 18 أ   | دار فضال            | سكرة | | شطرانة 2          |                                  |
| 18 أ / | عين زغوان الشمالية  | سكرة | |                   |                                  |
| 18 ب   | المنصورة 2          | سكرة | شطرانة 1 |                   |                                  |
| 44 أ   | قلعة الأندلس        | النخيلات، حي الغزالة، جعفر، سيدي عمر، حي شاكر الحسيان، بوحنش، قنطرة بنزرت                                                         | |                   |                                  |
| 460    | منوبة               | 10 ديسمبر 1948، ساحة باستور، أولاد حفوز باب سعدون المحطة، باردو، الدندان، سليمان كاهية                                            | |                   | نفس الخط باستثناء المحطة الأخيرة |
| 460 أ  | محطة خير الدين      | 10 ديسمبر 1948، ساحة باستور، أولاد حفوز باب سعدون المحطة، باردو، الدندان، سليمان كاهية                                            | |                   | نفس الخط باستثناء المحطة الأخيرة |
| 47 أ   | حي النصر 2          | ذهاب: أريانة الجديدة، شارع إفريقيا المنزه 5، معاوية بن أبي سفيان إياب: العهد الجديد، المنزه 9 ب، المنار 2، المنزه 6 فشارع إفريقيا | ذهاب: أريانة الجديدة، شارع إفريقيا المنزه 5، معاوية بن أبي سفيان إياب: العهد الجديد، المنزه 9 ب، المنار 2، المنزه 6 فشارع إفريقيا |                   |                                  |

### محطة الترابط الانطلاقة
| الخط | الوجهة (نهاية الخط)    | مروراً بـ                | مروراً بـ    | دخول (ذهاب وإياب)      | ملاحظات                                                       |
| ---- | ---------------------- | ----------------------- | ----------- | ---------------------- | ------------------------------------------------------------- |
| 44   | قلعة الأندلس           | المنيهلة، سبالة بن عمار | قنطرة بنزرت | الفضاء التجاري بالنحلي | طول الخط 30.4 كلم.                                            |
| 44 ب | حي المنجي سليم         | المنيهلة، سبالة بن عمار | سيدي ثابت   | الفضاء التجاري بالنحلي | طول الخط 16.4 كلم.                                            |
| 44 ت | جباس 2                 | المنيهلة، سبالة بن عمار | جباس 1      | الفضاء التجاري بالنحلي | طول الخط 15.2 كلم.                                            |
| 57 أ | الفضاء التجاري بالنحلي | المنيهلة                | المنيهلة    | النحلي                 | تمت إعادة تفعيل الخط يوم 2 جوان 2019، إثر اقتناء حافلات جديدة |
| 48 أ | دوار هيشر              | حي البساتين             | حي البساتين |                        | تمت إعادة تفعيل الخط يوم 2 جوان 2019، إثر اقتناء حافلات جديدة |

### محطة طبربة[37]
| الخط | الوجهة (نهاية الخط)     | مروراً بـ             | دخول (ذهاب وإياب) | ملاحظات |
| ---- | ----------------------- | -------------------- | ----------------- | --- |
| 42 ت | المنطقة الصناعية بمنوبة | البطان، وادي الليل   |                   | |
| 45   | الشويقي                 |                      |                   | |
| 45 ب | منزل سهيّل               | قمريان               | المعافرين         | تبعد منزل سهيل 16.4 كلم عن طبربة تبعد منطقة منزل سهيل 8.3 كلم عن المعافرين تنطلق الرحلة نحو المعافرين التي تبعد حوالى كلم عن طبربة، ثم تعود الحافلة نحو منزل سهيل ومنه إلى طبربة |
| 46   | الحلفاوي                | العروسية، برج التومي |                   | |
| 46 ب | المحفورة                | البطان               | المهرين           | |
| 66   | الدخيلة                 | الشويقي              |                   | |
| 66 ب | الأنصارين - الملاحة     |                      |                   | |
| 67   | شواط                    | المعهد الفني بطبربة  | المنصورة          | |
| 49   | المستشفى المحلي بطبربة  | البطان               |                   | |

### محطة الترابط مرناق[26]
| الخط   | الوجهة (نهاية الخط) | مروراً بـ                                                 | دخول (ذهاب وإياب) | ملاحظات            |
| ------ | ------------------- | -------------------------------------------------------- | ----------------- | ------------------ |
| 21     | العنابي             | سيدي سعد، الخليدية                                       |                   |                    |
| 21/    | هنشير خليل          | العلالقة، الرّسالة                                        |                   |                    |
| 21 أ / | فنة                 |                                                          |                   |                    |
| 21 أ   | جبل رصاص            | الحوامد، العلالقة                                        |                   | طول الخط 14.1      |
| 21 ب   | ترهونة القديمة      | الرسالة                                                  |                   | طول الخط 13.1 كلم. |
| 21 ت   | القصيبي             |                                                          |                   | طول الخط 10.4 كلم  |
| 37     | برج السدرية         | بوجردقة، بمومهل البساتين، حمام الأنف، بوقرنين، بئر الباي |                   |                    |
| 37 ب   | معهد الزهراء        | بوجردقة، بمومهل البساتين، حمام الأنف، الزهراء            |                   |                    |

### محطة الترابط منتزه المروج 2[38][39]
| الخط  | الوجهة (نهاية الخط)        | مروراً بـ                                  | دخول (ذهاب وإياب) | ملاحظات |
| ----- | -------------------------- | ----------------------------------------- | ----------------- | --- |
| 24    | سبالة الشيخ حي السعادة     | فوشانة، المحمدية                          |                   | |
| 24 /  | حي الهناء العلمي           | فوشانة، المحمدية                          |                   | |
| 24 أ  | أوذنة                      | فوشانة، المحمدية                          |                   | |
| 24 ب  | بئر مشارقة                 | فوشانة، المحمدية                          |                   | تم إلغاء الخط طول الخط 24 ب حوالى 36.2 كلم |
| 24 ت  | المركب الصحي بجبل الوسط    | فوشانة، المحمدية                          |                   | تم إلغاء الخط طول الخط 24 ب حوالى 36.2 كلم |
| 24 ح  | حيّ الطيّب المهيري - حيّ حشّاد | فوشانة، المحمدية                          |                   | نهاية الخطّ بحيّ الطيّب المهيري مشتركة مع الخطّ 33أ/ و433 الذي أضيف في 2023 يؤمّن الخطّ 3 سفرات فقط في اليوم إلى حيّ الطيّب المهيري وغير ذلك، نهاية الخطّ في حيّ حشّاد مع حافلة النّقل الحضري 24ح (TUS).                                      |
| 24 ح/ | حيّ النّصر المحمديّة          | فوشانة، المحمدية                          |                   | أضيف هذا الخطّ بتاريخ 2 ديسمبر 2024 ليربط حيّ النّصر في المحمديّة بمحطّة ترابط منتزه المروج2 مسلك الخطّ ذهاباً : حي النصر-المحمدية-فوشانة-المغيرة- محطة الترابط المروج 2 إياباً : محطة الترابط بالمروج 2-المغيرة-فوشانة-المحمدية-حي النصر |
| 24 ث  | شبدة                       | المغيرة، حي الأمل، فوشانة                 |                   | |
| 24 ج  | سيدي فرج                   | فوشانة، المحمدية، حي السعادة، سبالة الشيخ |                   | نفس مسلك الخط 24 إلى غاية سبالة الشيخ طول الخط 20.3 كلم |
| 24 خ  | حي الرياض حي بريم حي الأمل |                                           |                   | طول الخط 7 كلم. |
| 84    | حي السعادة عبر المغيرة     |                                           |                   | |
| 86    | المنطقة الصناعية المغيرة   |                                           |                   | |

### محطة شارع قرطاج
| الخط  | الوجهة (نهاية الخط)   | مروراً بـ          | مروراً بـ                                                       | مروراً بـ                                                       | مروراً بـ                                                       | دخول (ذهاب وإياب) | ملاحظات                                                            |
| ----- | --------------------- | ----------------- | -------------------------------------------------------------- | -------------------------------------------------------------- | -------------------------------------------------------------- | ----------------- | ------------------------------------------------------------------ |
| 9 ب / | حي ثامر               |                   |                                                                |                                                                |                                                                |                   |                                                                    |
| 10    | حي المزوغي سوق الجملة | بن عروس           | بن عروس                                                        |                                                                |                                                                |                   |                                                                    |
| 25 ت  | نعسان                 | بن عروس           | بن عروس                                                        |                                                                |                                                                |                   |                                                                    |
| 25    | فرش العنابي           | بن عروس           | بن عروس                                                        | نعسان                                                          | دوار الحوش، الخليدية                                           |                   | طول الخط 28.8 كلم.                                                 |
| 25 ب  | بئر الجديد            | بن عروس           | بن عروس                                                        | نعسان                                                          | دوار الحوش، الخليدية                                           |                   | طول الخط 27.7 كلم.                                                 |
| 25 ث  | حي السلام             | بن عروس           | بن عروس                                                        | نعسان                                                          | دوار الحوش، الخليدية                                           |                   |                                                                    |
| 25 أ  | حي الرياض             | بن عروس           | بن عروس                                                        | نعسان                                                          | شبدة، فوشانة                                                   |                   | نهاية الخط تقاطع مع الخط 33 و24خ على مستوى فوشانة طول الخط 25 كلم. |
| 69    | حي هلال غريش          | حي ثامر           | حي ثامر                                                        | حي ثامر                                                        | حي ثامر                                                        |                   |                                                                    |
| 71    | مستودع الزهروني       | باب الفلة، القصبة | شارل نيكول، باب سعدون المحطة، باردو، الدندان، الزهروني، بن دحة | شارل نيكول، باب سعدون المحطة، باردو، الدندان، الزهروني، بن دحة | شارل نيكول، باب سعدون المحطة، باردو، الدندان، الزهروني، بن دحة |                   |                                                                    |
| 79    | حي المشتل العقبة      | باب الفلة، القصبة | الملاسين، حي الزهور الزهروني، حي حواص خلف إعدادية عقبة بن نافع | الملاسين، حي الزهور الزهروني، حي حواص خلف إعدادية عقبة بن نافع | الملاسين، حي الزهور الزهروني، حي حواص خلف إعدادية عقبة بن نافع |                   |                                                                    |

### محطة الشرقية
| الخط   | الوجهة (نهاية الخط)        | مروراً بـ                 | مروراً بـ                         | مروراً بـ                                       | مروراً بـ                                       | دخول (ذهاب فقط)     | ملاحظات                                                            |
| ------ | -------------------------- | ------------------------ | -------------------------------- | ---------------------------------------------- | ---------------------------------------------- | ------------------- | ------------------------------------------------------------------ |
| 27 ب   | رواد الشاطىء               | أريانة                   |                                  |                                                |                                                |                     |                                                                    |
| 31 ت / | شرفش 24                    | أريانة                   | النّحلي وسبّالة بن عمّار            | النّحلي وسبّالة بن عمّار                          | النّحلي وسبّالة بن عمّار                          |                     | نهاية الخطّ مشتركة مع الخطّ (31 ت)                                   |
| 542    | طبربة                      | أريانة                   | المنار                           | قصر سعيد، وادي الليل، بجاوة 1، الجديدة، البطان | قصر سعيد، وادي الليل، بجاوة 1، الجديدة، البطان | محطة الترابط أريانة | أطول خط في الشبكة كلها                                             |
| 514    | حي التضامن                 | أريانة                   | المنار                           | حي الانطلاقة                                   | حي الانطلاقة                                   | محطة الترابط أريانة |                                                                    |
| 514 ب  | حي البساتين                | أريانة                   | المنار                           | حي الانطلاقة                                   | حي الانطلاقة                                   | محطة الترابط أريانة |                                                                    |
| 515    | مستودع الزهروني *برج شاكير | أريانة                   | المنار                           | باردو، خزندار، حي الزهور، الزهروني، بن دحة     |                                                | محطة الترابط أريانة | بتاريخ 9 مارس 2024 مُدّد الخطّ إلى منطقة برج شاكير إلى نهاية الخطّ 32ب |
| 533    | حي 20 مارس 1956            | أريانة                   | المنار                           | باردو، خزندار، حي الزهور، الزهروني، بن دحة     | سيدي حسين                                      | محطة الترابط أريانة |                                                                    |
| 515 ب  | الزهروني                   | أريانة                   | المنار                           | خزندار، الدندان                                | خزندار، الدندان                                | محطة الترابط أريانة |                                                                    |
| 514 ت  | العمران الأعلى             | أريانة                   | المنار                           |                                                |                                                | محطة الترابط أريانة |                                                                    |
| 514 أ  | حي البساتين                | أريانة                   | الطريقة السريعة 20x              | الطريقة السريعة 20x                            | الطريقة السريعة 20x                            | محطة الترابط أريانة |                                                                    |
| 44 ث   | جامع وادي الليل            | أريانة                   | النحلي، سبالة بن عمار، سيدي ثابت | بجاوة 2، بجاوة 1 وادي الليل                    | بجاوة 2، بجاوة 1 وادي الليل                    |                     |                                                                    |
| 44 ث / | حي المنجي سليم             | أريانة                   | النحلي، سبالة بن عمار، سيدي ثابت |                                                |                                                |                     |                                                                    |
| 515 أ  | الزهروني                   | الطريق السريعة، الزهروني | الطريق السريعة، الزهروني         | الطريق السريعة، الزهروني                       | الطريق السريعة، الزهروني                       |                     |                                                                    |
| 20 ث / | قرية قمّرت                  | المرسى ثمّ بوسلسلة        | المرسى ثمّ بوسلسلة                | المرسى ثمّ بوسلسلة                              | المرسى ثمّ بوسلسلة                              |                     |                                                                    |

### محطة الترابط خير الدين بالمركب الجامعي منوبة[16][10][17][27]
| الخط | الوجهة (نهاية الخط)      | مروراً بـ                                                                         | دخول (ذهاب وإياب) | ملاحظات |
| ---- | ------------------------ | -------------------------------------------------------------------------------- | ----------------- | --- |
| 16 ب | طبربة عن الجديدة         | مفترق صنهاجة القباعة، الجديدة حماد الجديدة                                       | الجديدة الحديثة   | كان الخط ينتمي إلى محطة علي بلهوان ولم يكن مستغلاً كثيراً لوجود الخط 116 الذي له نفس المسلك باستثناء محطة الانطلاق بشارع قرطاج فيما سبق. طول الخط 25.2 كلم. |
| 42 ب | الزويتينة                | مفترق صنهاجة القباعة، الجديدة القديمة، البطان                                    |                   | كان الخط ينتمي إلى محطة علي بلهوان |
| 93   | صنهاجة                   |                                                                                  |                   | |
| 58   | حي الورد 2 عن حي الورد 1 | مفترق الحنايا فجامع وادي الليل صيدلية (كمال الدين)، حي الورد 1                   |                   | كان الخط ينتمي إلى محطة علي بلهوان يتشارك نهاية الخط مع الخط "16 ت" طول الخط 5.8 كلم.                                                                     |
| 96   | القباعة                  | مفترق الحنايا فجامع وادي الليل                                                   |                   | |
| 97   | حي النسيم 2 عبر السعيدة  |                                                                                  |                   | طول الخط 10.9 كلم. |
| 98   | جلو عن شواط              | م. الترابط خير الدين، مفترق صنهاجة، محطة الضخ، حي الرياض، السعيدة، الجديدة، شواط |                   | تم إحداث الخط يوم 28 جوان 2016 طول الخط 20.4 كلم. |

### محطة الخطوط الجنوبية/باب عليوة
| الخط | الوجهة (نهاية الخط)           | مروراً بـ | دخول (ذهاب وإياب) | ملاحظات                                                    |
| ---- | ----------------------------- | --- | ----------------- | ---------------------------------------------------------- |
| 32 أ | حي 20 مارس سيدي حسين السيجومي | باب الفلة، باب منارة، مستشفى عزيزة عثمانة القصبة، الجامعة 9 أفريل، حي النجاح، الملاسين حي الزهور 2، اتصالات تونس                              |                   |                                                            |
| 50   | مستودع الشرقية 2              | باب الفلة، باب منارة، مستشفى عزيزة عثمانة القصبة، مستشفى شارلنيكول، باب سعدون، شارع أولاد حفوز، بلفيدير، ساحة باستور، المنزه 1، الحي الأولمبي |                   |                                                            |
| 65   | الزهروني، مفترق واد غريانة    | باب الفلة، باب منارة، مستشفى عزيزة عثمانة القصبة، الجامعة 9 أفريل، حي النجاح، الملاسين حي الزهور، ثكنة حي الزهور، حي السلامة، الزهروني        |                   |                                                            |
| 72   | حي خالد بن الوليد             | |                   | نهاية الخطّ مع الخطّين 56 و95                                |
| 78   | العمران الأعلى                | كرش الغابة، مفترق حي ابن خلدون، محطة الياسمينات باب سعدون المحطة، مستشفى صالح عزيز باب منارة، باب جديد، باب الفلة                             |                   |                                                            |
| 116  | طبربة                         | الجامعة 9 أفريل، الملاسين، باردو مسلك 42 إلى غاية مفترق الجديدة، دخول وخروج إلى الجديدة الحديثة، حماد الجديدة، منتزه جبل ميانة                | الجديدة الحديثة   | الخط يوازي خط 16 ب نقطة الانطلاق كانت شارع قرطاج قبل 2015. |

### محطة بلفو
| الخط | الوجهة (نهاية الخط)  | مروراً بـ                                                    | دخول (ذهاب وإياب) | ملاحظات                         |
| ---- | -------------------- | ----------------------------------------------------------- | ----------------- | ------------------------------- |
| 28   | ساحة باستور - شيلينغ | اتّجاه الذّهاب: الجامعة 9 أفريل ثمّ باب سعدون                  |                   |                                 |
| 28 ت | بلفو                 | شارع الحبيب بورقيبة ثمّ الجامعة 9 أفريل                      |                   | خطّ دائري اتّجاهه معاكس للخطّ 28 ص |
| 28 ص | بلفو                 | الجامعة 9 أفريل ثمّ شارع الحبيب بورقيبة                      |                   | خطّ دائري اتّجاهه معاكس للخطّ 28 ت |
| 28 ث | الكرم – صلامبو       | الجامعة 9 أفريل، باب سعدون، العوينة، عين زغوان الكرم الغربي |                   |                                 |

### بقية خطوط الحافلات
| الخط   | نقطة الانطلاق              | الوجهة (نهاية الخط)                        | مروراً بـ | ملاحظات |
| ------ | -------------------------- | ------------------------------------------ | --- | --- |
| 17 أ   | المدينة الجديدة            | حلق الوادي                                 | رادس، ميناء رادس | نهاية الخطّ مشتركة مع الخطّين 47 و247 بحلق الوادي |
| 147    | حلق الوادي                 | مستشفى المنجي سليم                         | شارع خالد بن الوليد شارع المنجي سليم محول العوينة بلدية عين زغوان الكرم الغربي خير الدين حلق الوادي القديم                            | تم إطلاق الخط يوم 2 أوت 2019 مسلك الخط: محطة مستشفى المنجي سليم شارع خالد بن الوليد فشارع المنجي سليم بالعوينة، عين زغوان عبر محول العوينة فالمسلك العادي للخطين 28 ث و47 إلى غاية نهاية الخط 28 ث بالكرم الغربي فبقية الخط 47 عبر خير الدين وحلق الوادي القديم فنهاية الخطين 47 و247 بمرسى حلق الوادي |
| 247    | حلق الوادي                 | رواد الشاطىء                               | حلق الواد القديم، الكرم الغربي عند نهاية الخط "28 ث"، معهد قرطاج الرئاسة، سيدي بوسعيد، مرسى النسيم، المرسى، قمرت الشاطىء، فمدخل رواد. | طول الخط 24 كلم. |
| 25 ق   | مستشفى الأطفال باب سعدون   | نعسان - الخليديّة                           | | بتاريخ 2 ديسمبر 2024، مدّدت نهاية الخطّ من نعسان إلى الخليديّة |
| 39     | حي الملاحة                 | معهد الزهراء عبر رادس الغابة               | رادس، برج الوزير (رادس) | |
| 47 ت   | مستشفى المنجي سليم         | حلق الوادي                                 | | |
| 52 أ   | مستشفى المنجي سليم         | مرسى النّسيم عبر الرياض بوسلسلة وبحر الأزرق | | تمت إعادة تفعيل الخط يوم 2 جوان 2019 إثر اقتناء حافلات جديدة |
| 52 ب   | مستشفى المنجي سليم         | معهد قرطاج الرئاسة عبر مرسى النسيم         | | |
| 52 ت   | مستشفى المنجي سليم         | قمرت حروش                                  | | |
| 527    | شارع جون جوريس             | حي الصحافة الغزالة                         | الشرقية 2، المطار، النخيلات، حي الغزالة                                                                                               | |
| 527 أ  | شارع جون جوريس             | نور جعفر                                   | الشرقية 2، المطار، سكرة، شطرانة 2، سيدي صالح                                                                                          | |
| 54     | حي شاكر                    | المروج 4 - 5                               | | |
| 54 أ   | حي شاكر                    | سبالة الشيخ حي السعادة المحمديّة            | | |
| 54 أ / | حي شاكر                    | حي الهناء - حيّ العلمي                      | | |
| 54 ت   | حيّ شاكر                    | مستشفى الحروق                              | | |
| 54 ب   | المروج 4 - 5               | مستشفى الحروق                              | | |
| 54 ث   | المروج 4 - 5               | جبل جلود                                   | | |
| 74 ب   | باب سعدون                  | المروج 4 - 5                               | | |
| 60 أ   | باب سعدون                  | حي ابن سينا                                | | |
| 81     | شارع البرهان المروج الخامس | المروج 3 - 4                               | | |
| 81 أ   | شارع البرهان المروج 5      | معهد المروج 6                              | | |
| 81 ب   | شارع البرهان المروج 5      | محطّة نهاية خطّ المترو المروج 4              | | |
| 85     | بومهل البساتين عبر نعسان   | المنطقة الصناعية المغيرة                   | شبدة، فوشانة، المغيرة | طول الخط 15.9 كلم. |
| 410    | سوق الجملة                 | المركب الجامعي بمنوبة                      | | |
| 410 ب  | سوق الجملة                 | منوبة                                      | | |
| 3710   | برج السدرية                | سوق الجملة                                 | بئر الباي، حمام الأنف، الزهراء، رادس، بن عروس، المروج 3و4.                                                                            | طول الخط 27.7 كلم. |
|        |                            |                                            | | |

## وصلات خارجية
- الموقع الرسمي لشركة النقل بتونس.